# Gino Strada
Gino Strada, nacido Luigi Strada ( Sesto San Giovanni, Milán, 21 de abril de 1948 - Honfleur, Normandia, 13 de agosto de 2021) fue un cirujano italiano de guerra y fundador de la ONG italiana, reconocida por la ONU, Emergency. Emergency ha operado en trece países en guerra, incluidos Irak, Afganistán, Sudán, Sierra Leona, Camboya, y la República Centroafricana.

## Premios
- Premio Right Livelihood

## Libros
- Gino Strada, Pappagalli verdi: cronache di un chirurgo di guerra, 2000, ISBN 88-07-17032-9
- Gino Strada, Buskashi. Viaggio dentro la guerra (A Journey inside war), 2003, ISBN 88-07-17069-8.
- Gino Strada, Howard Zinn Green Parrots. A war surgeon's diary, 2004, ISBN 88-8158-524-3.
- Gino Strada, Howard Zinn Just war, 2005, ISBN 88-8158-572-3.